# سفارة البحرين لدى سويسرا
سفارة البحرين لدى سويسرا هي البعثة الدبلوماسية لمملكة البحرين لدى سويسرا، وتقع جنيف.